# 图赖讷地区鲁济耶
图赖讷地区鲁济耶（法語：Rouziers-de-Touraine，法語發音：[ʁuzje də tuʁɛn]）是法国安德尔-卢瓦尔省的一个市镇，属于图尔区。该市镇总面积18.19平方公里，2009年时的人口为1226人。

## 人口
图赖讷地区鲁济耶人口变化图示